# Alfred Percy Sinnett
Pour l’article homonyme, voir Sinnett.
Alfred Percy Sinnett (1840-1921) a été un théosophe et un auteur anglais. Il est surtout connu dans le monde ésotérique pour ses deux ouvrages principaux Le Monde occulte  et  Le Bouddhisme ésotérique, qui reprennent et synthétisent les enseignements qu'il dit avoir reçus des « Mahatmas » ou « Maîtres de Sagesse » tibétains entre 1880 et 1885 alors qu'il était journaliste aux Indes.

## Biographie
Alfred Percy Sinnett est né à Londres le 18 janvier 1840. Son père mourut alors qu'il était encore jeune. Il fréquenta l'Université de Londres. Sinnett débuta une carrière de journaliste à Hong Kong. Il rentra à Londres en 1870 et devint rédacteur du journal Evening Standard. Au cours de la même année, il épousa Patience Edensor, qui l'accompagna deux ans plus tard à Allahabad où il fut rédacteur de l'influent journal The Pioneer.
En 1875, il séjourna trois mois à Londres où il entra en contact avec le spiritisme, qui le fascina.
Au début 1879, il hébergea Helena Petrovna Blavatsky durant six semaines. La Société théosophique avait été fondée à New-York en 1875, mais son siège fut ensuite déplacé à Adyar, près de Madras, en 1882. Sinnett fut aussi un personnage actif influent en Inde, mais en dehors des sphères gouvernementales. En 1880, Blavatsky et le colonel américain Henry Steel Olcott, président de la Société théosophique, rendirent visite à Sinnett à sa résidence d'été à Simla. Ce dernier fut rapidement conquis par les idées des occultistes et il s'éleva rapidement dans la Société théosophique et y obtint rapidement une certaine notoriété.
 
Entre 1880 et 1885 Sinnett et sa femme Patience reçurent des lettres des « Maîtres de Sagesse », qui furent publiées plus tard en tant que Les lettres des Mahatmas à A.P. Sinnett (en). Elles forment un ensemble de leçons des anciens « maîtres » Morya et Koot Hoomi. Les livres de Sinnett Le monde occulte  et Le Bouddhisme ésotérique sont basés sur ces lettres. Elles contribuèrent à faire connaître la Société théosophique dans le monde.
Rentré en Angleterre, Sinnett devint président de la loge londonienne de la Société théosophique (London Lodge) qui avait été fondée en 1876. Il fut aussi membre de la Société magnétique de France et plus tard encore en 1896 membre de l'Ordre Hermétique de la Golden Dawn.
En 1889, Sinnett rentra en Angleterre et demanda à Leadbeater de revenir en Angleterre comme précepteur de son fils Percy, né en Inde, et de George Arundale. Leadbeater accepta et emmena avec lui son élève Jinarajadasa.
Les Lettres des Mahatmas furent l'objet de nombreuses controverses au sein de la Société théosophique et certains prétendirent que les Mahatmas n'avaient jamais existé et que les lettres étaient une habile manipulation de Mme Blavatsky.

### Œuvres
Traduction aux Éditions Adyar
- Sinnett A.P, Le Monde occulte. Hypnotisme transcendant en Orient (The Occult World, 1881), Ed. Adyar, 2000, 190 p. gallica.bnf.fr
- Sinnett A.P, Le Bouddhisme ésotérique (Esoteric Buddhism, 1883), Ed. Adyar, 1989, 332 p.
- Sinnett A.P, La Vie extraordinaire d'Héléna P. Blavatsky (Incidents in the Life of Madame Blavatsky, 1886), Ed. Adyar, 1972, 252 p.
- Sinnett A.P, Le développement de l'âme - sous-titré : (suite au « Bouddhisme ésotérique ») - Publications théosophiques (1902), 422 p. gallica.bnf.fr
- Lettres des Mahatmas M. et K.H. à A.P. Sinnett (The Mahatma Letters to A.P. Sinnett from the Mahatmas M. and K.H.) (1923), Adyar, 1990. Lettres de 1880 à 1885, Ed. Adyar, Paris 1970, xxxvii + 607 p.  M = Morya ; K.H. = Koot Hoomi. terrenouvelle.ca

### Études sur Sinnett
- Guénon, René, Le Théosophisme - Histoire d'une pseudo-religion, Éditions Traditionnelles, Paris 1986. Hostile.
- Lantier, Jacques, La Théosophie ou l'invasion de la spiritualité orientale, Culture, Art, Loisirs, Paris 1970.
- Washington, Peter, La saga théosophique (1993), trad., Chambéry, Éditions Exergue, 1999.